# رون بيرغر
رون بيرغر (بالنرويجية البوكمول: Rune Berger)‏ (1 أبريل 1978 في النرويج - ) هو مدرب كرة قدم ولاعب كرة قدم نرويجي في مركز الهجوم. لعب مع ترومسو إيدريتسلاغ ونادي أوليسوند ونادي بريستول روفيرز وAlta IF ‏.

## وصلات خارجية
- رون بيرغر على موقع Soccerbase.com (لاعب) (الإنجليزية)